# Japansk träddödare
Japansk träddödare (Celastrus orbiculatus) är en benvedsväxtart som beskrevs av den svenske botanikern Carl Peter Thunberg och den skotske botanikern Andrew Dickson Murray. Celastrus orbiculatus ingår i släktet Celastrus och familjen Celastraceae. Utöver nominatformen finns också underarten C. o. strigillosus.
Från den 22 augusti 2022 klassas japansk träddödare som en invasiv art av EU som kan tränga undan inhemska arter.

## Egenskaper och förekomst
Artens svenska namn är träddödare eller japansk träddödare. Den är en lian som klänger upp till 12 meters höjd. Den härstammar från Kina och odlas i Sverige som prydnadsväxt i parker och större trädgårdar, där den bl. a. kan användas som frisk grönska åt döda träd och till större pergolor.
Växten är skildkönad. Mest används honexemplar, som har dekorativa gula fruktställningar på vintern.

## Bildgalleri

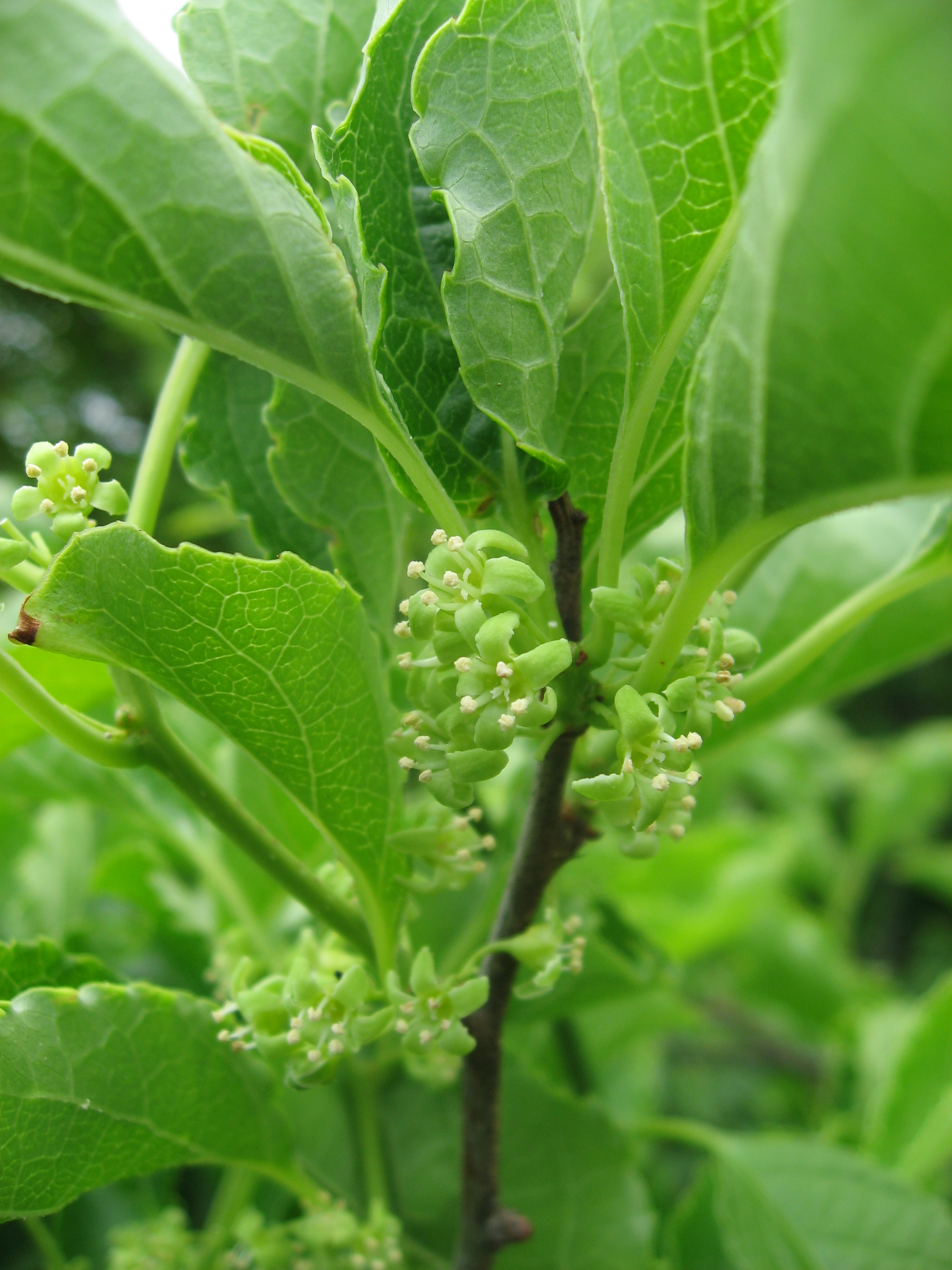
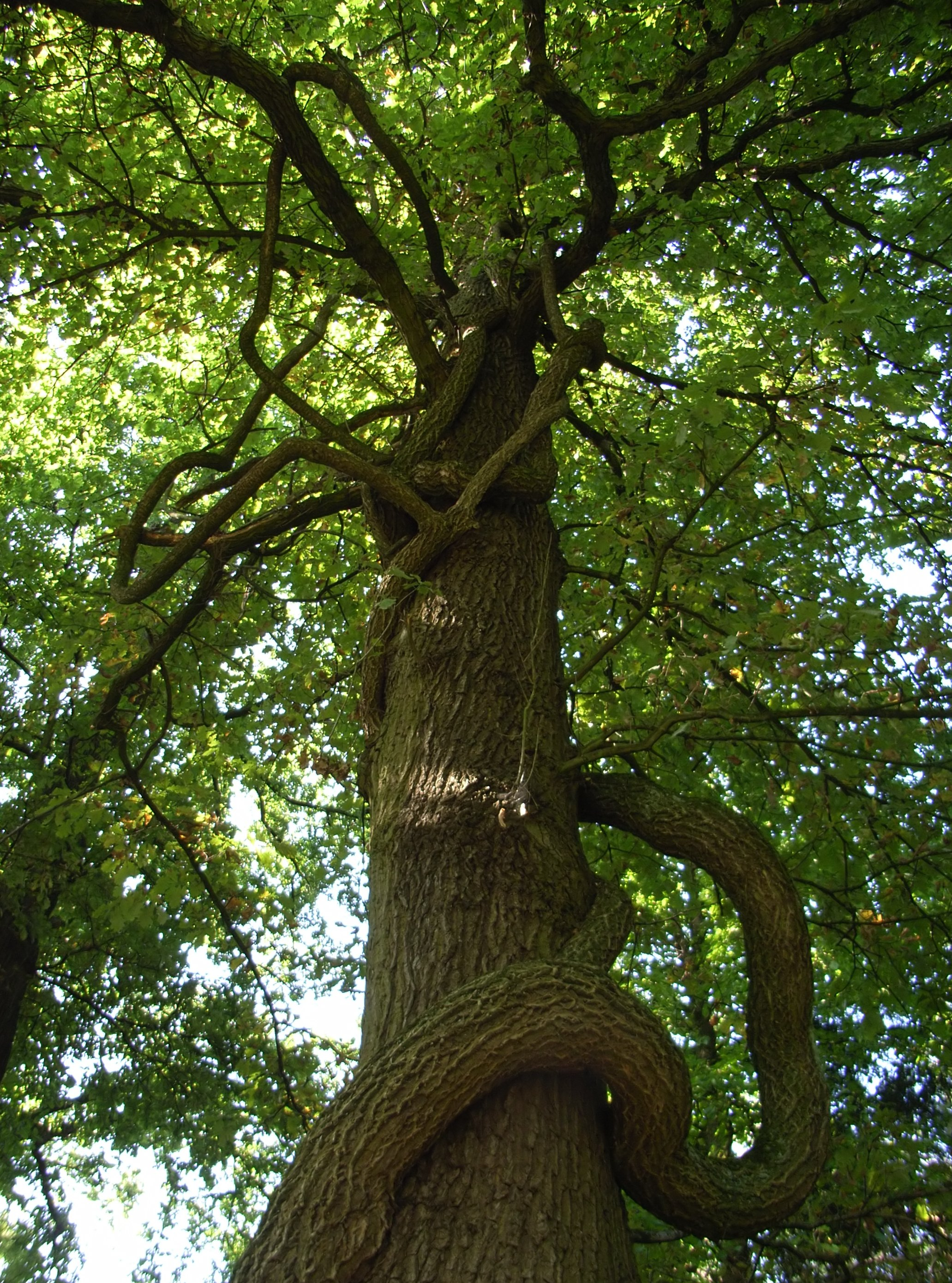
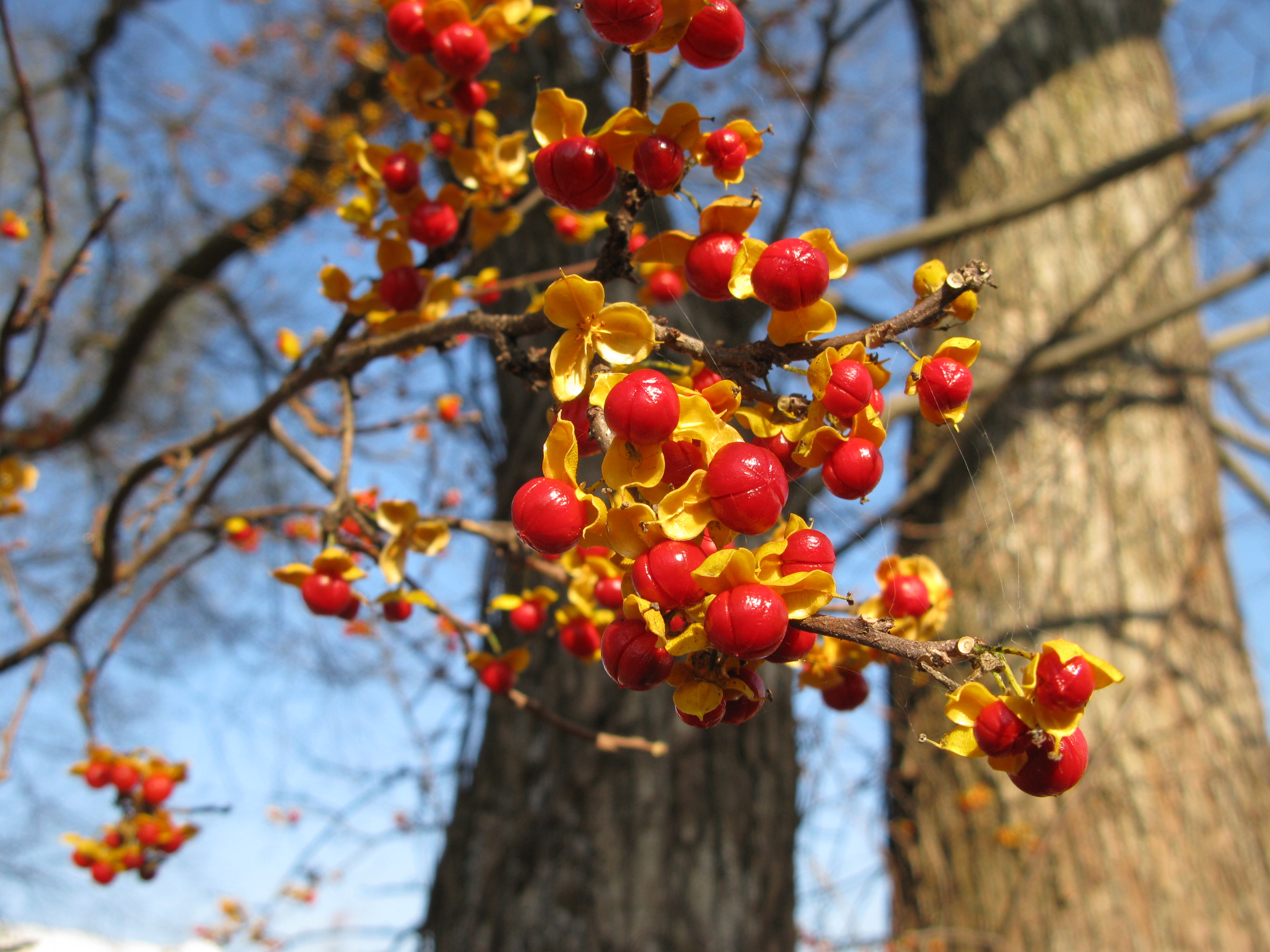
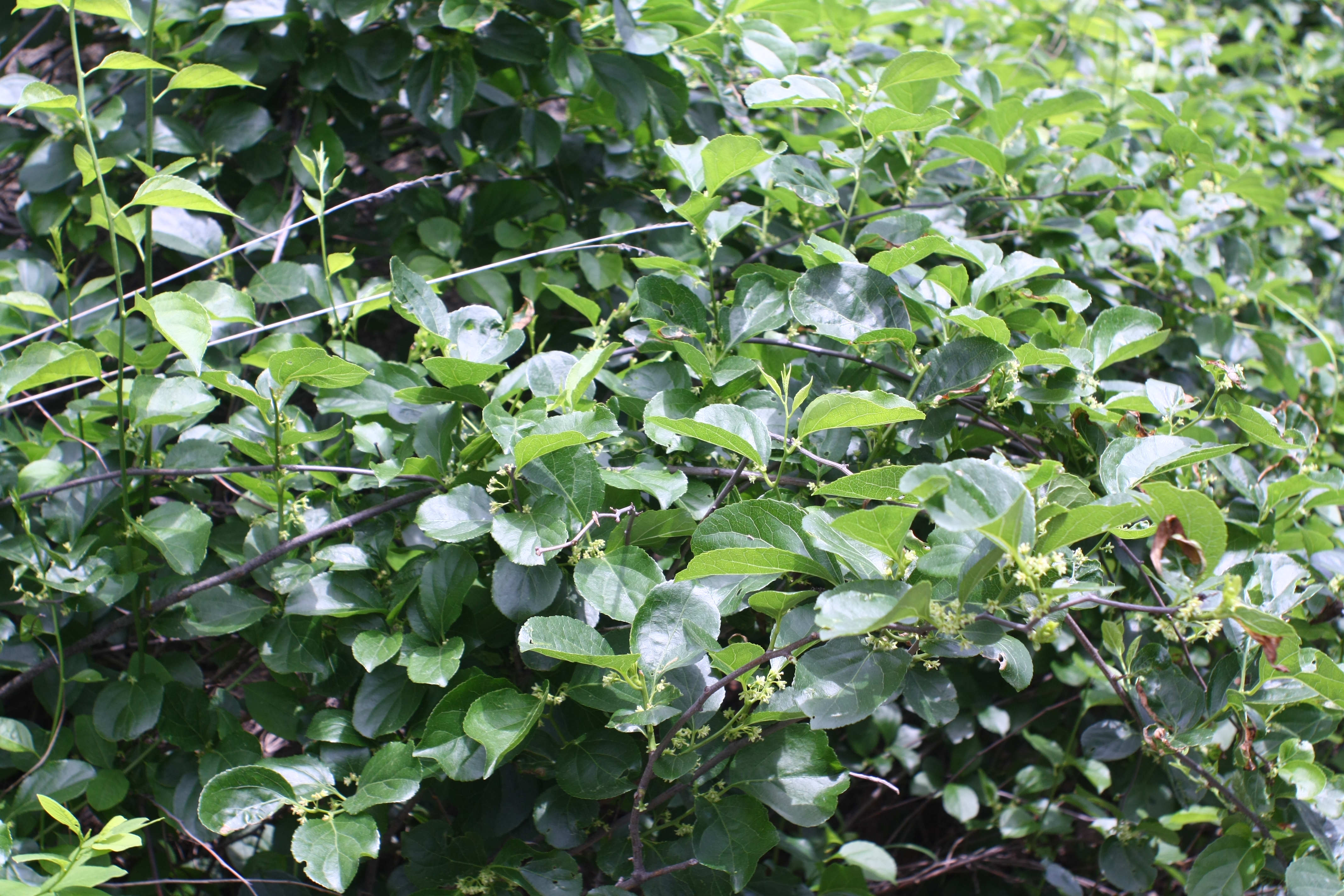
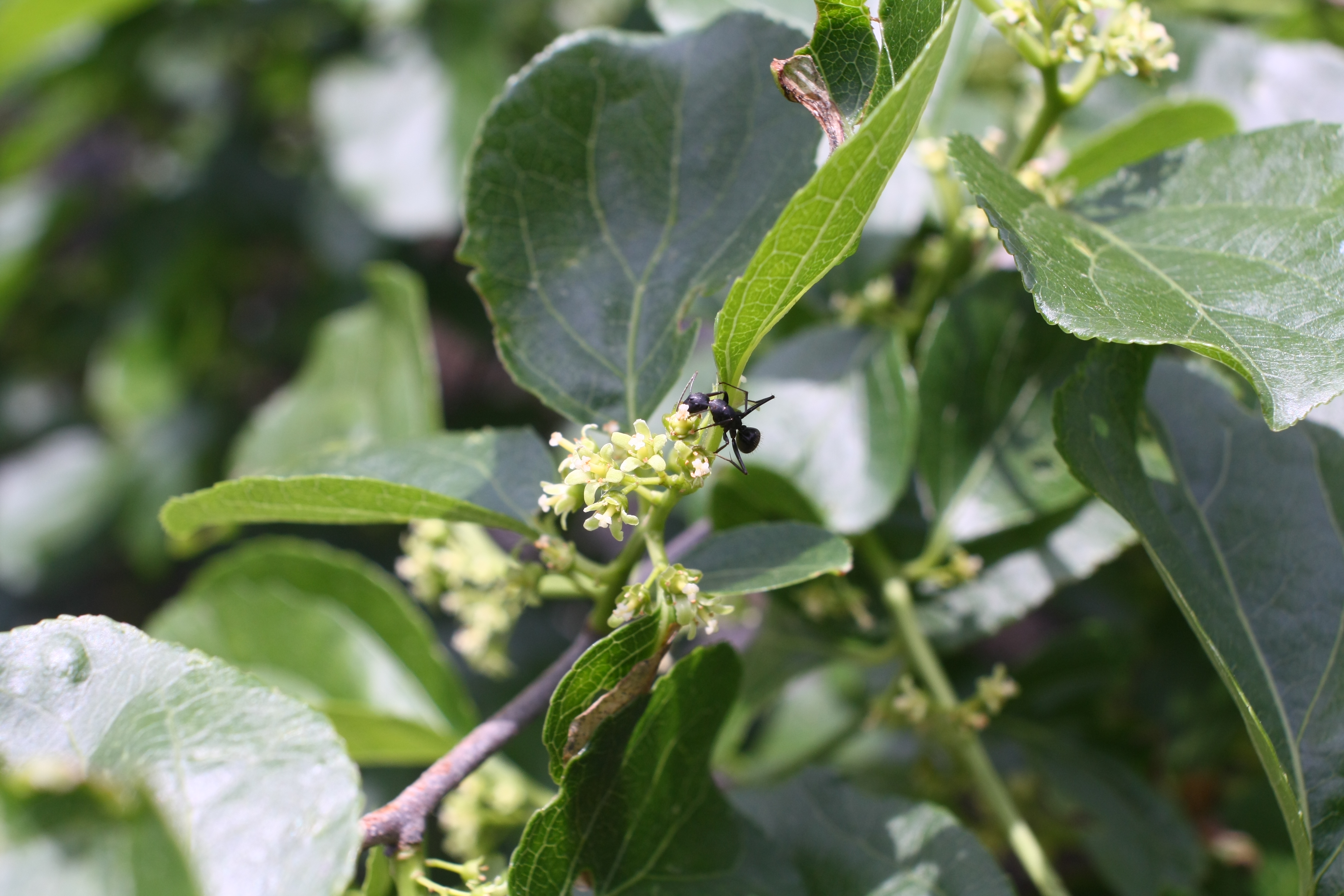
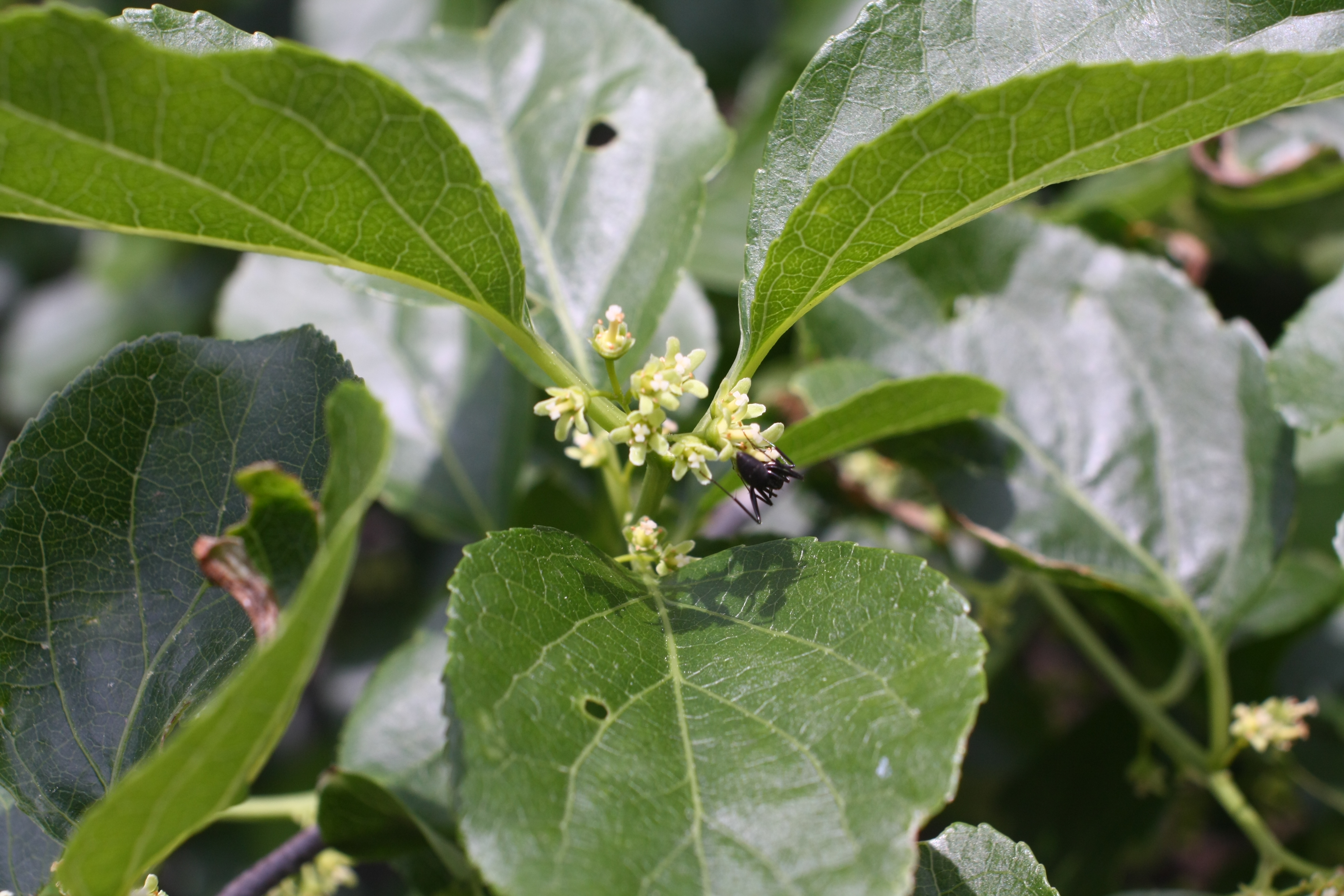